# Грисвуд (Аризона)
Грисвуд (енгл. Greasewood) насељено је место без административног статуса у америчкој савезној држави Аризона.

## Демографија
По попису из 2010. године број становника је 547, што је 34 (-5,9%) становника мање него 2000. године.
| Група             | 2000.     | 2010.     |
| Белци             | 12 (2,1%) | 9 (1,6%)  |
| Афроамериканци    | 0 (0,0%)  | 4 (0,7%)  |
| Азијати           | 0 (0,0%)  | 0 (0,0%)  |
| Хиспаноамериканци | 4 (0,7%)  | 11 (2,0%) |
| Укупно            | 581       | 547       |